# Rotunda PKO w Warszawie
Rotunda PKO – budynek banku PKO BP znajdujący się w latach 1966–2017 przy ul. Marszałkowskiej 100/102 w Warszawie. W jego miejscu powstał nowy budynek o zbliżonym kształcie oddany do użytku w 2019.

## Historia
Rotunda PKO znajdowała się w miejscu, w którym do 1944 znajdowała się narożna kamienica Pinkusa Lothego. Po II wojnie światowej ruiny tej kamienicy zostały rozebrane do poziomu parteru.
Budynek był częścią Ściany Wschodniej wybudowanej w latach 1960–1969. Zaprojektował go Jerzy Jakubowicz, a jego stalową konstrukcję – Stanisław Więcek i Włodzimierz Wojnowski. Budowa zakończyła się w 1966. W elewacji budynku umieszczono przezroczyste szyby. Z powodu kształtu, w szczególności dachu o charakterystycznym ząbkowaniu, był on nazywany „czapką generalską”.
15 lutego 1979 budynek został zniszczony w ok. 70% w wyniku wybuchu gazu, w którym zginęło 49 osób, a 110 zostało rannych.
Odbudowy dokonano w szybkim tempie – pod koniec października Rotunda została ponownie oddana do użytku. Jedną z głównych zmian w stosunku do pierwowzoru było zastosowanie w elewacji przyciemnianego szkła. 27 października pod północną ścianą budynku, od strony ul. Widok, odsłonięto tablicę z brązu upamiętniającą ofiary wybuchu.
W 2010 właściciel budynku, bank PKO BP, rozpoczął prace zmierzające do wybudowania w miejscu obecnego budynku nowego obiektu – Nowej Rotundy.
W 2014 bank PKO BP otrzymał tytuł „Miastoszpeciciela 2014” za częste zasłanianie Rotundy wielkoformatowymi reklamami, co uznano za rażący przykład oszpecania przestrzeni miejskiej w jednym z najbardziej reprezentacyjnych punktów Warszawy.
20 stycznia 2015 stołeczny konserwator zabytków Piotr Brabander, pomimo wpisu Rotundy do rejestru zabytków, wydał decyzję zezwalającą na rozbiórkę budynku z uwagi na fakt, że jego konstrukcja nie jest oryginalna i powstała w trakcie remontu po wybuchu. 23 grudnia 2016 budynek został zamknięty dla klientów banku. 10 marca 2017 rozpoczęto rozbiórkę Rotundy, na której miejscu, według planów, w ciągu dwóch lat miałaby powstać Nowa Rotunda. 16 marca stołeczny konserwator zabytków, Michał Krasucki, wydał nakaz zatrzymania prac rozbiórkowych, uznając, że poprzednia decyzja została wydana w oparciu o błędne przesłanki (po zdemontowaniu elewacji okazało się, że konstrukcja jest oryginalna). Budynek został rozebrany, jednak niektóre elementy oryginalnej konstrukcji (dźwigary dachu oraz element centralny w formie parasola) zostały zachowane w celu wyeksponowania w nowym budynku.

### Druga Rotunda
W miejscu zburzonego budynku zaplanowano nowy o takim samym kształcie, zaprojektowany przez krakowską pracownię Gowin & Siuta. Trzykondygnacyjny budynek został oddany do użytku w listopadzie 2019. Działa w nim placówka bankowa (w podziemiu i na parterze), a na pierwszym piętrze urządzono kawiarnię ze strefą spotkań (bank zakończył współpracę z operatorem kawiarni w lipcu 2021). Przed budynkiem powstało zewnętrzne patio, na którego ścianach posadzono 11,5 tysiąca roślin. Została tam również przeniesiona tablica pamiątkowa upamiętniająca ofiary katastrofy z 1979.

## Galeria

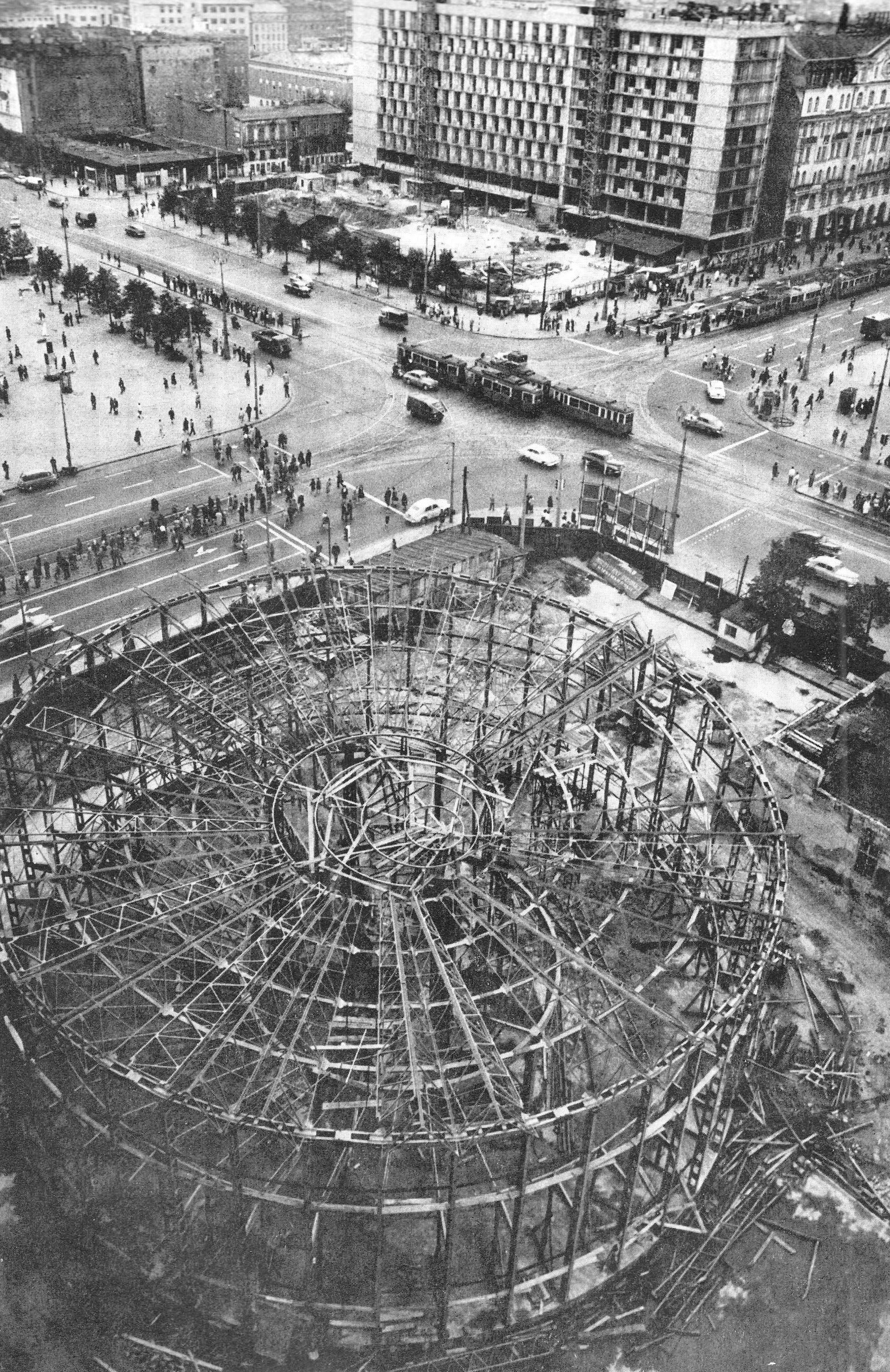
Budowa rotundy (1964)
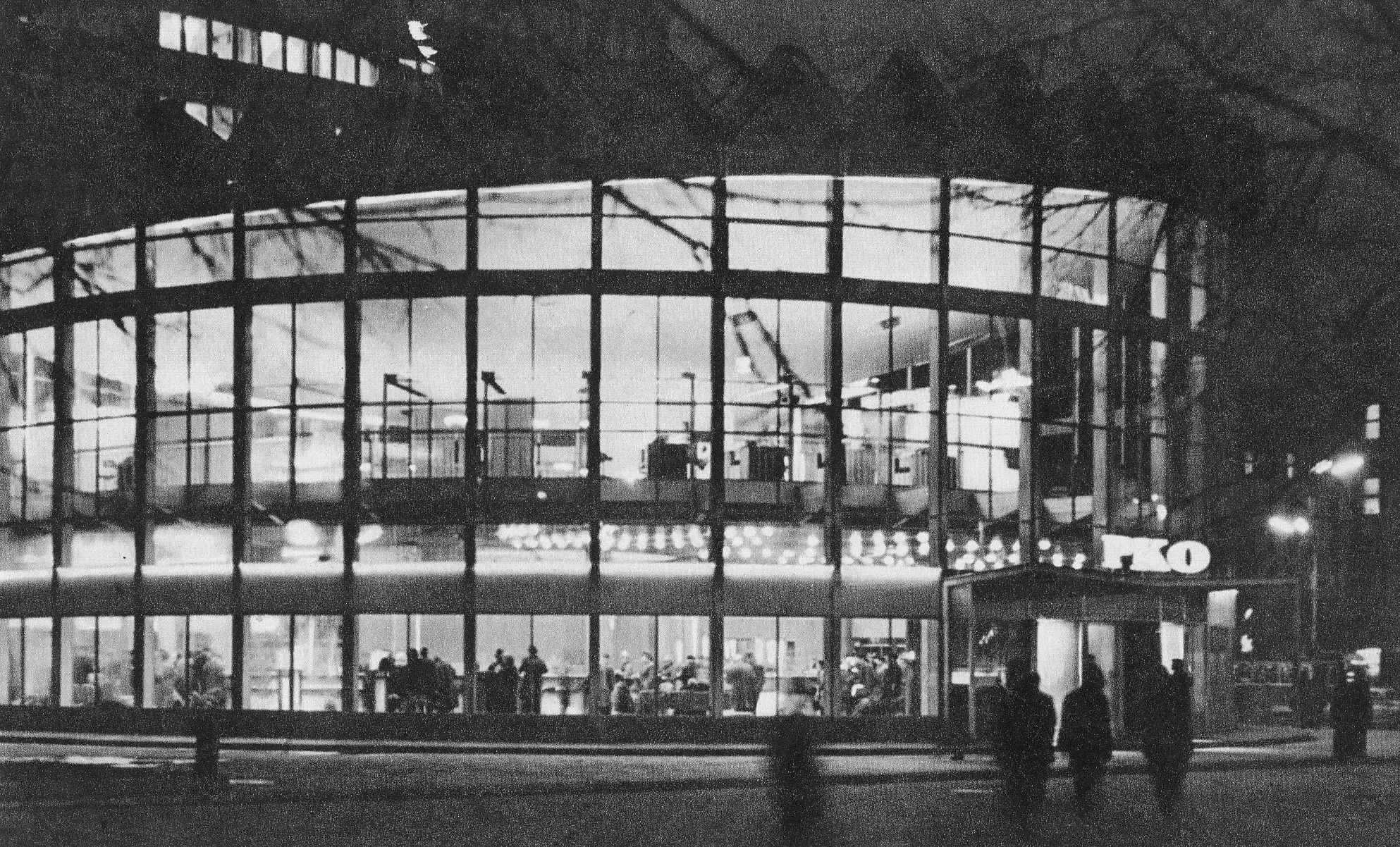
Budynek o zmroku (1968)
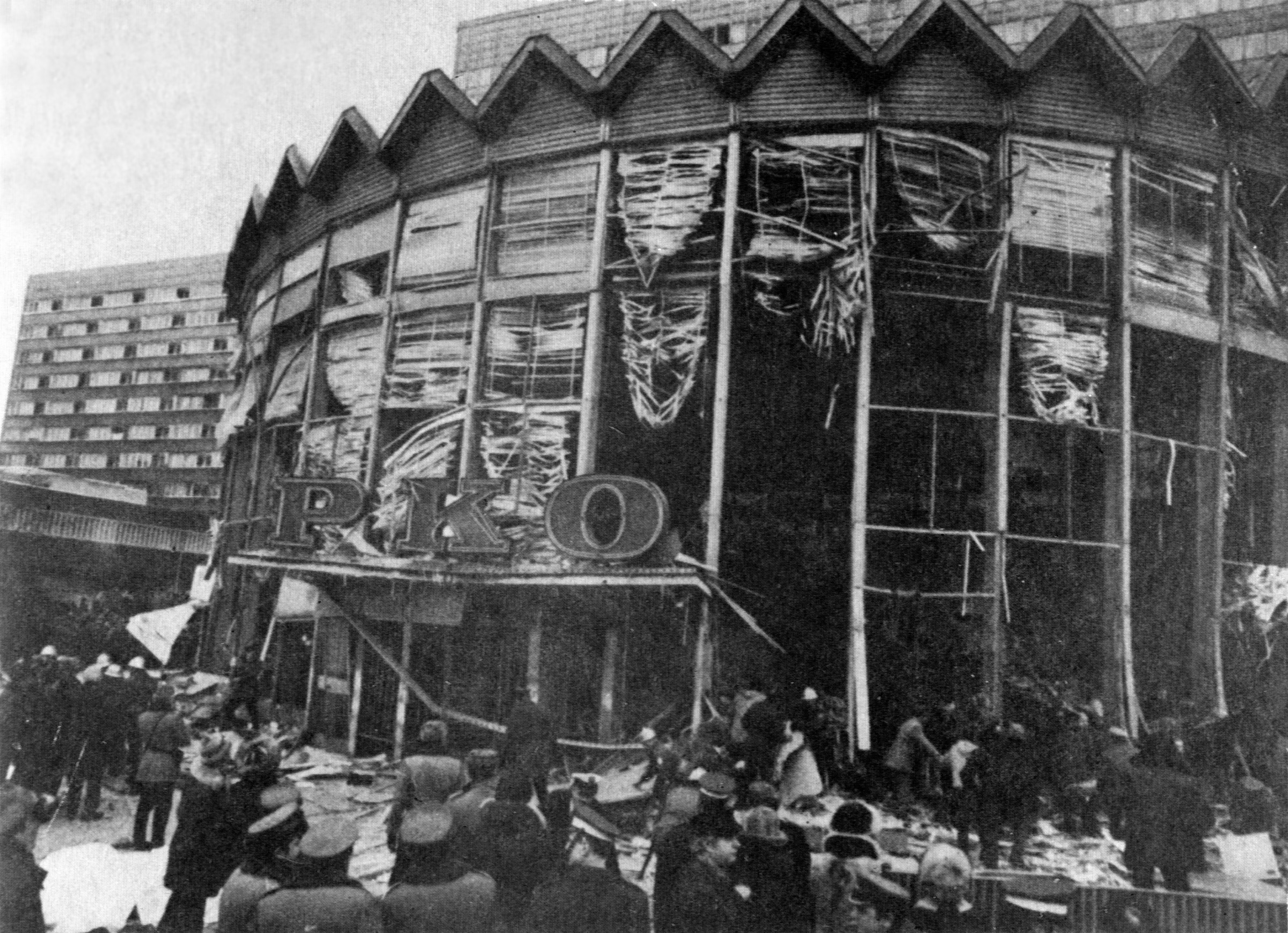
Rotunda po wybuchu (15 lutego 1979)
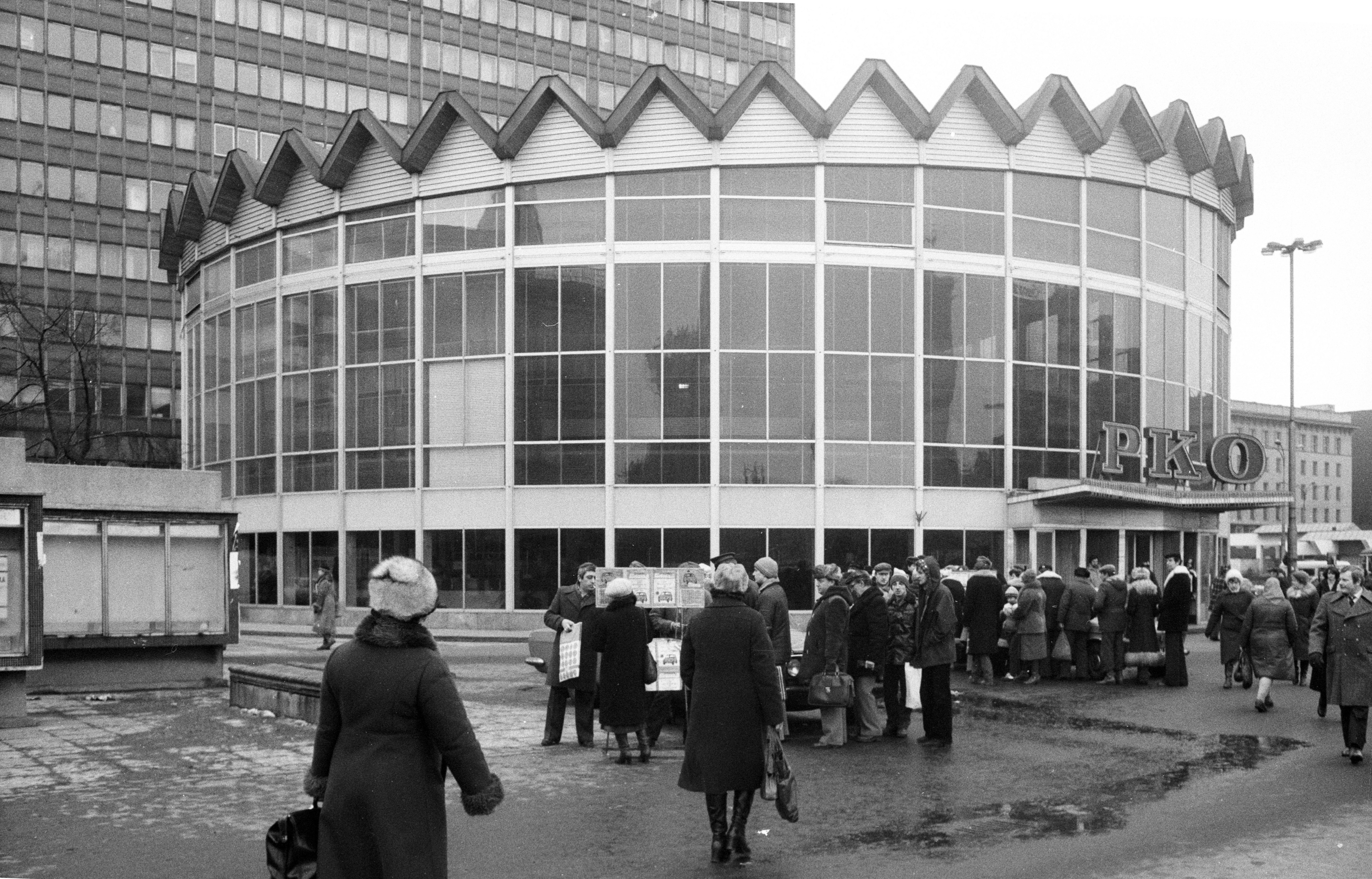
Odbudowany budynek (1981)
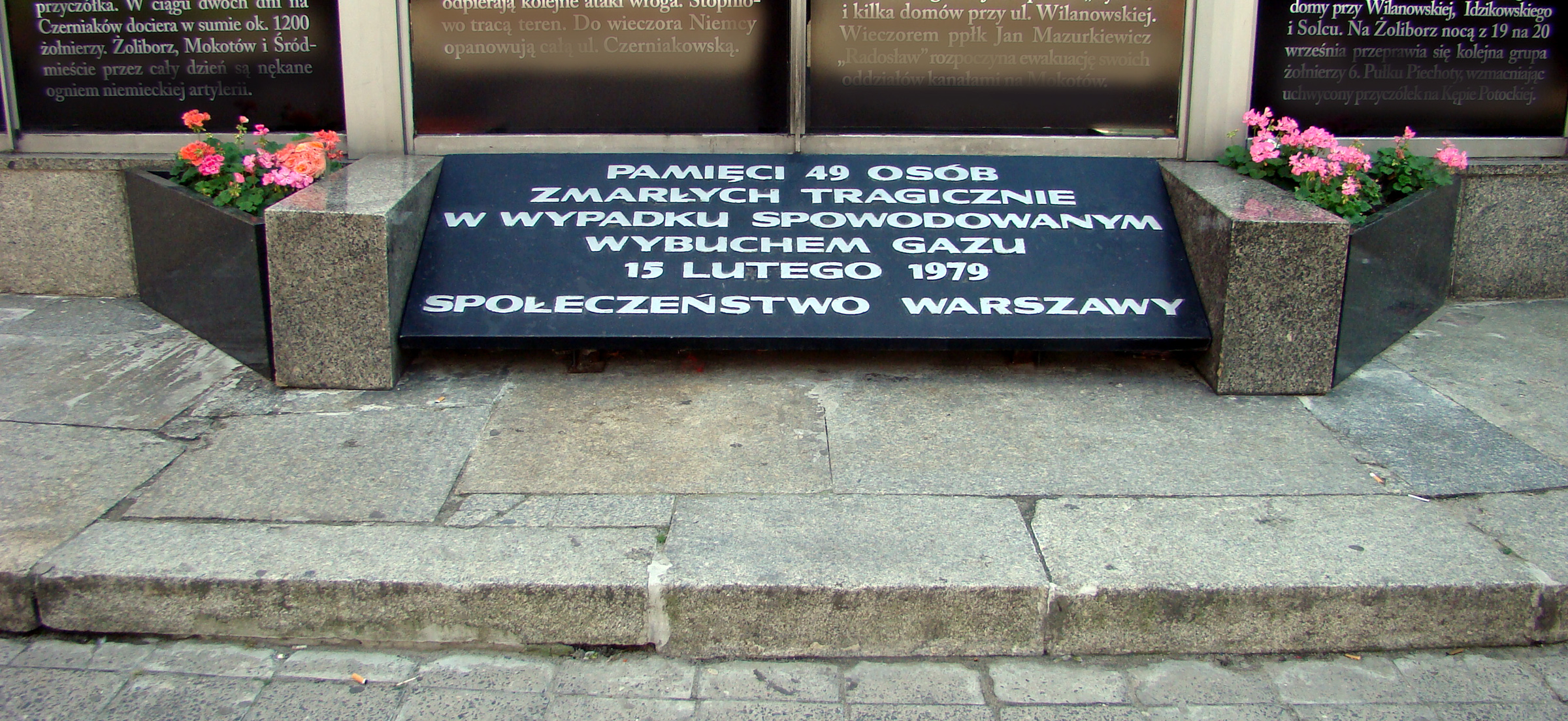
Tablica upamiętniająca ofiary wybuchu 15 lutego 1979 w swojej pierwotnej lokalizacji przy pierwszej rotundzie (2010)
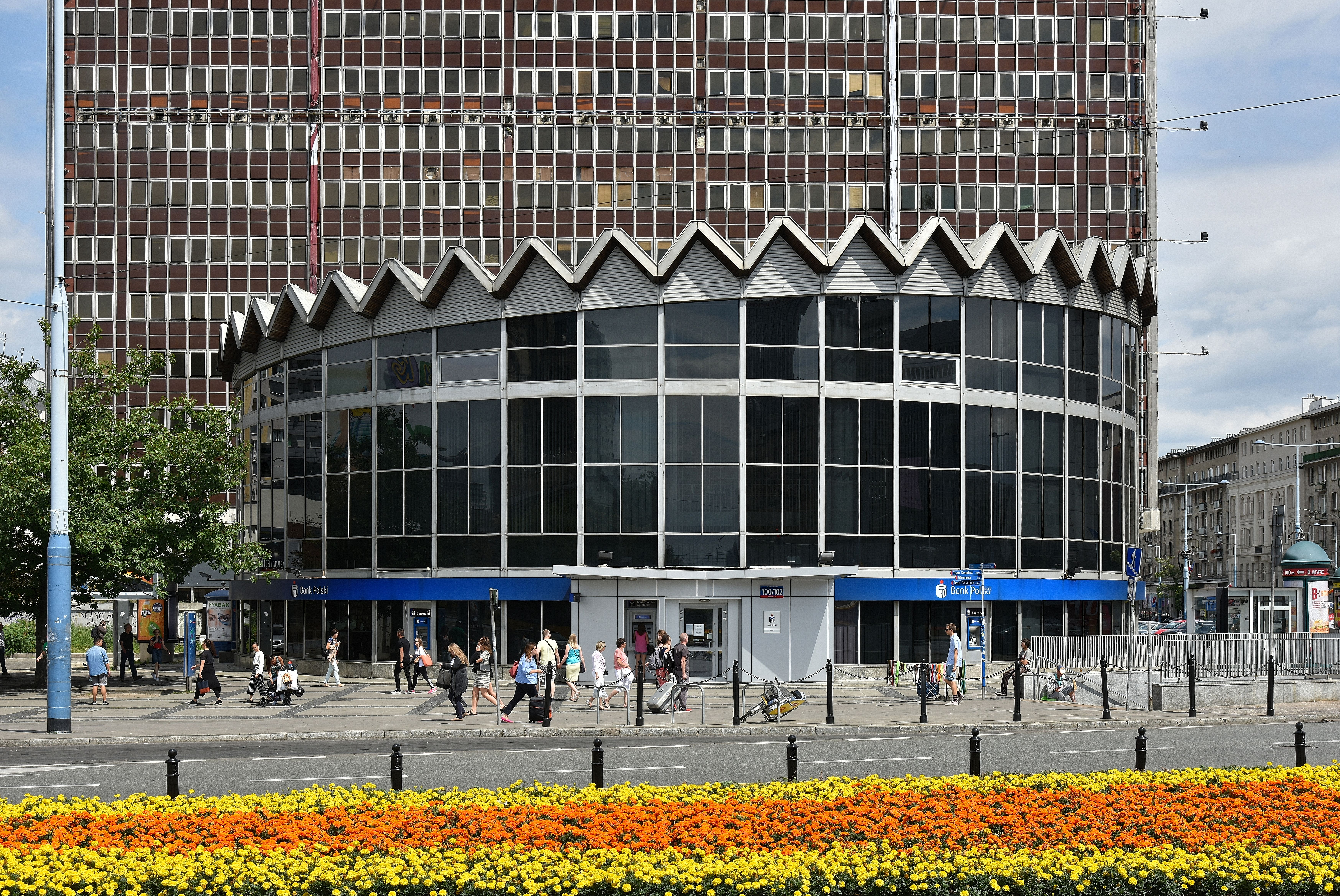
Rotunda od strony ul. Marszałkowskiej (2016)
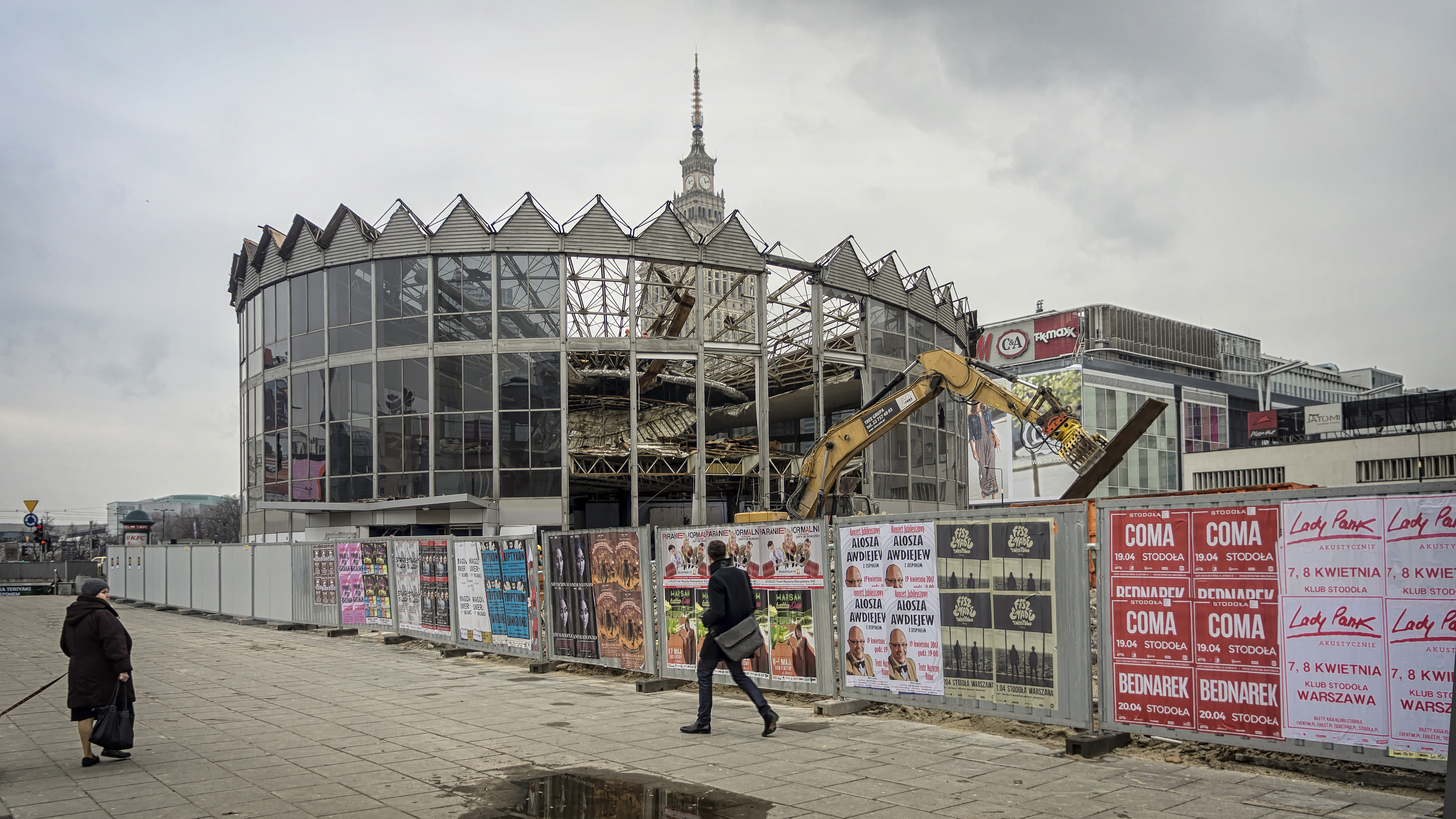
Rozbiórka budynku (marzec 2017)
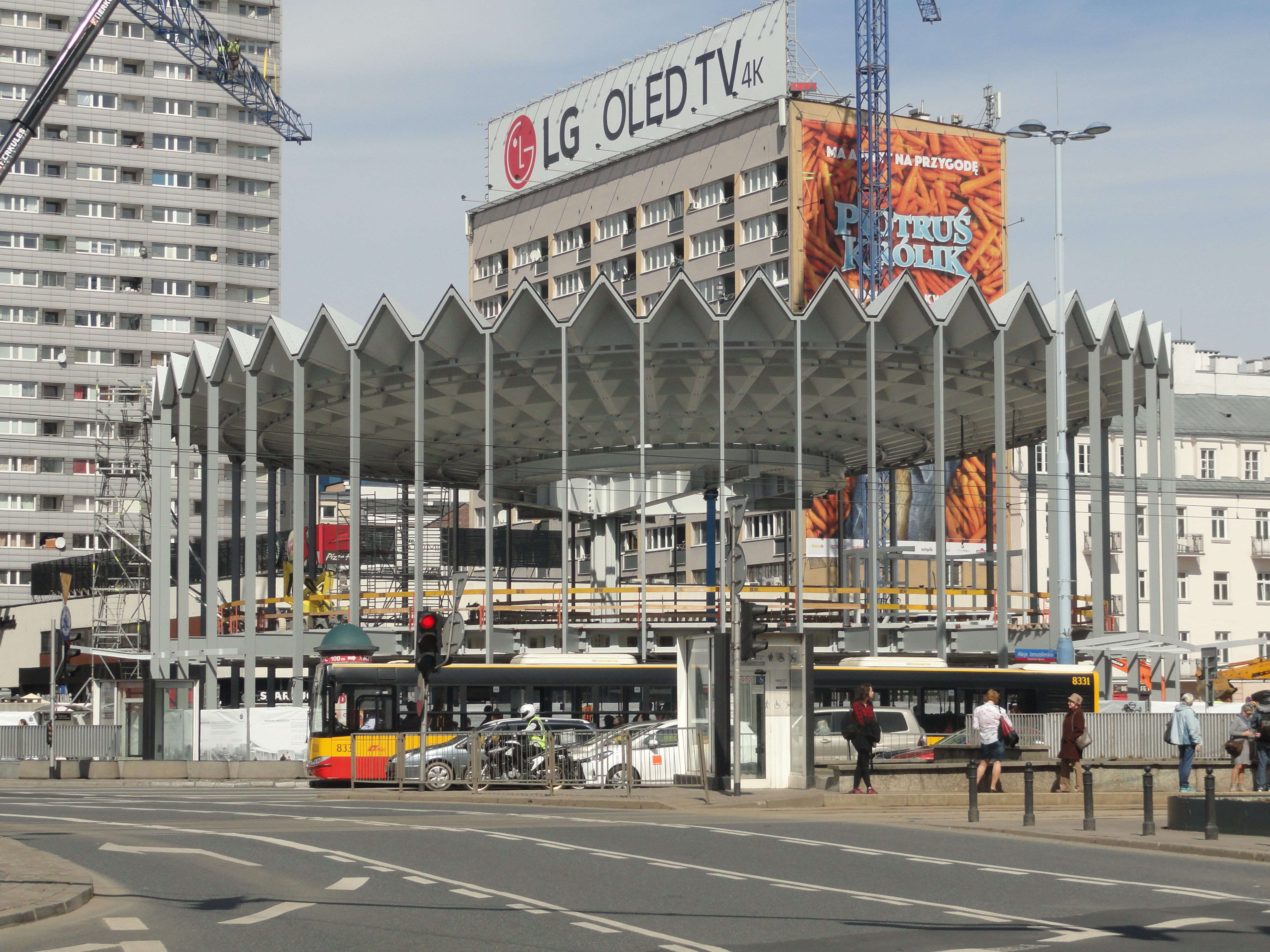
Budowa nowej Rotundy (kwiecień 2018)
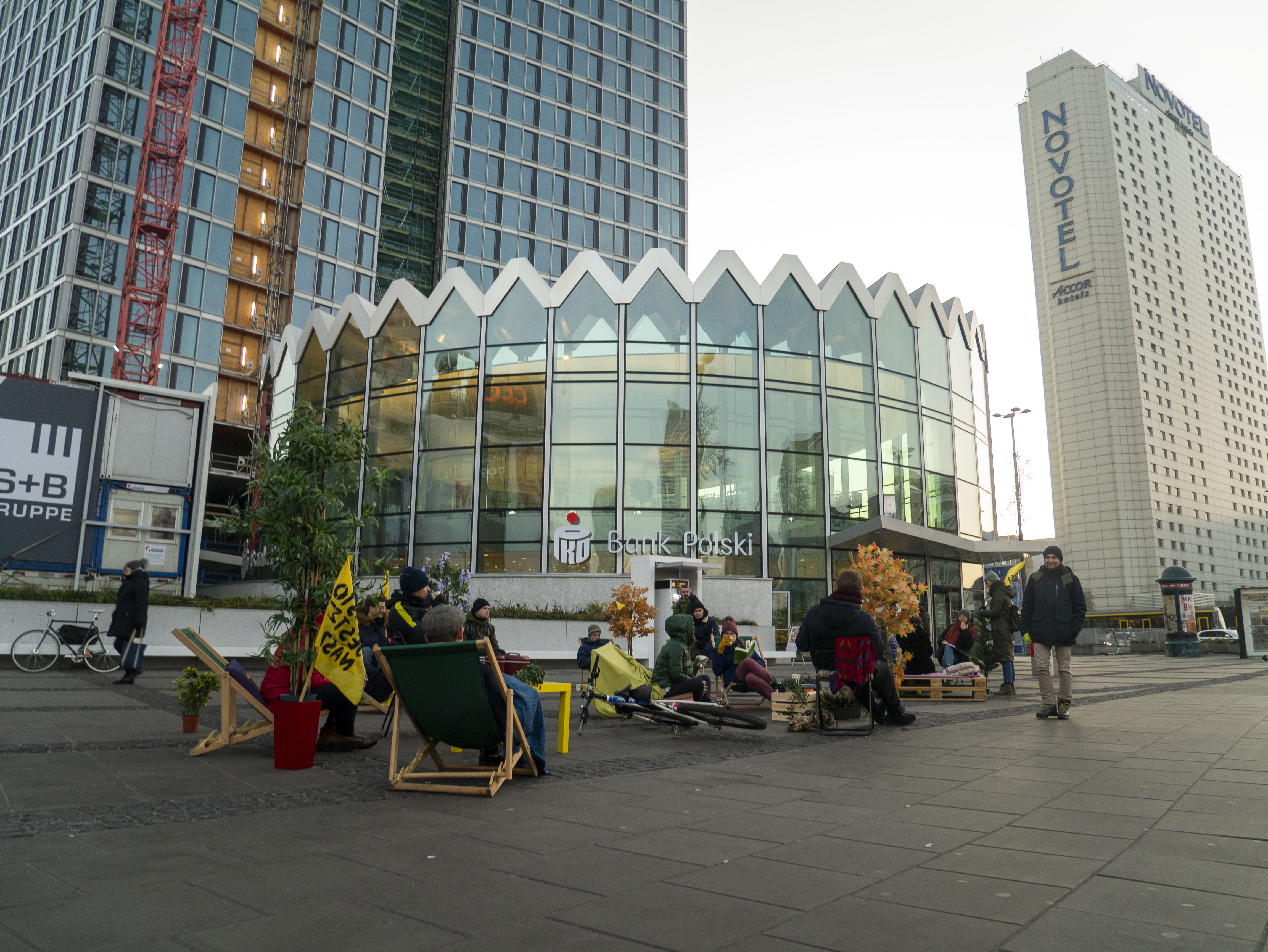
Happening stowarzyszenia Miasto Jest Nasze pod nową Rotundą (grudzień 2019)
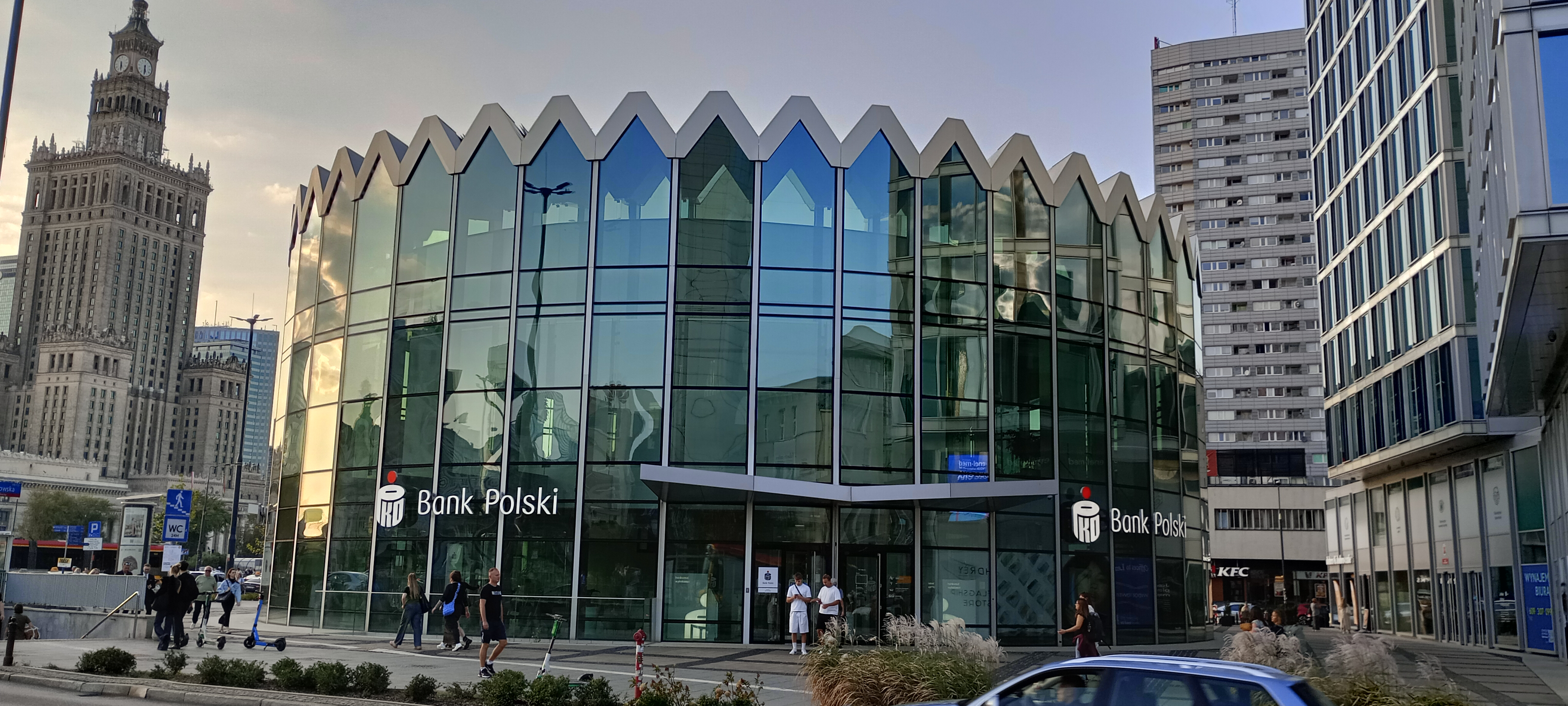
Nowa Rotunda od strony Alej Jerozolimskich (wrzesień 2024)